# Nathan Adler (psicologo)
Nathan Adler (New York, 11 febbraio 1911 – Mill Valley, 2 maggio 1994) è stato uno psicoanalista statunitense, ex docente di Criminologia e Psicologia presso l'Università di Berkeley ed ex professore di psicologia clinica presso la California School of Professional Psychology di Berkeley / Alameda. Tra il 1965 e il 1970 condusse ampi studi clinici sui consumatori di stupefacenti nell'area della Baia di San Francisco. Ha scritto il libro The Underground Stream: New Lifestyles and the Antinomian Personality.

## Biografia
Nathan Adler nacque a New York City, secondo di cinque figli. I suoi fratelli furono Martha, Irving, Bob e Ray. I genitori erano emigrati negli Stati Uniti dalla Polonia: il padre Marcus arrivò nel 1906 mentre la madre Celia arrivò cinque anni dopo insieme alla sorella maggiore, Martha. Dopo essersi trasferito a San Francisco, lavorò per il Jewish Service Committee, fornendo consulenza per i detenuti nelle prigioni di San Quentino e Alcatraz. Iniziò i suoi studi in psicologia a San Francisco sotto la guida di Siegfried Bernfeld. Nel 1943 sposò Elizabeth Haverstock Adler (1912 - 2006), docente di sanità pubblica che insegnava alla UC Berkeley School of Public Health.